# شهرستان ینگی‌شهر
شهرستان ینگی‌شهر کاشغر (به اویغوری: يېڭىشەھەر ناھىيىسى) ویا شهرستان شوله (به چینی: 疏勒县، به لاتین: Shule County) یک شهرستان‌های جمهوری خلق چین در چین است که در ولایت کاشغر واقع شده‌است.

نام چینی این شهرستان،‌ «شوله»، وام‌واژه‌ایست از زبان زبان سکایی ختن، که به معنی «ینگی‌شهر» یا «نوشهر» می باشد.

## جمعیت
| ترکیب قومیتی شهرستان ینگی‌شهر | ترکیب قومیتی شهرستان ینگی‌شهر | ترکیب قومیتی شهرستان ینگی‌شهر | ترکیب قومیتی شهرستان ینگی‌شهر | ترکیب قومیتی شهرستان ینگی‌شهر |
| ---------------------------- | ---------------------------- | ---------------------------- | ---------------------------- | ---------------------------- |
| قومیت                        | قومیت                        |                              | درصد                         | درصد                         |
| اویغور                       | اویغور                       |                              | ۹۵٫۴٪                        | ۹۵٫۴٪                        |
| هان                          | هان                          |                              | ۴٫۳٪                         | ۴٫۳٪                         |
| قرقیز                        | قرقیز                        |                              | ۰٫۱٪                         | ۰٫۱٪                         |
| هوئی                         | هوئی                         |                              | ۰٫۱٪                         | ۰٫۱٪                         |
| سایر                         | سایر                         |                              | ۰٫۰٪                         | ۰٫۰٪                         |
| منبع سرشماری جمعیت :         |                              |                              |                              |                              |

## تاریخچه
شهرستان ینگی‌شهر در سال ۱۹۱۳ میلادی تاسیس شد. شهر کاشغر در تابعیت این شهرستان قرار گرفت.
ولایت مدرن کاشغر، در سال ۱۹۱۳ میلادی، دومین سال حاکمیت جمهوری چین تشکیل شد. ولایت کاشغر در آن زمان شامل اراضی امروزی این ولایت، علاوه بر ولایت ختن و ولایت خودمختار قزل‌سو قرقیز (بجز شهرستان آقچی) بود. ولایت کاشغر شامل ۱۲ شهرستان بود، منجمله شهرستان ینگی‌شهر.
در سالهای ۱۹۳۳ و ۱۹۳۴ میلادی، در منطقهٔ کاشغر که در آن زمان شامل ولایت خودمختار قزل‌سو نیز می‌شد، در طی شورشی علیه حکومت استانی وفادار به جمهوری چین، کشور جدیدی به طول دو سال با نام جمهوری اسلامی ترکستان شرقی اعلام شده بود. 
در سال ۱۹۵۲ میلادی، شهر کاشغر از شهرستان ینگی‌شهر جدا شده و به «شهر در سطح شهرستان» ارتقاء‌ یافت.
بین سالهای ۱۹۵۴ و ۱۹۵۶ میلادی، «ولایت خودمختار جنوب سین‌کیانگ» (مشابه ولایت خودمختار ایلی قزاق) با تحت مدیریت داشتن ولایات کاشغر، یارکند، آق‌سو، ختن، و ولایت خودمختار قزل‌سو قرقیز ایجاد شد. بین سال‌های ۱۹۵۵ و ۱۹۵۶، ولایت کاشغر منحل شده، و شهرستان‌های آن، تحت تابعیت مستقیم «ولایت خودمختار جنوب سین‌کیانگ» قرار گرفت.
در سال ۱۹۵۶، «ولایت خودمختار جنوب سین‌کیانگ» منحل شد. در این سال، ولایت کاشغر باز دوباره تاسیس شد. در همین سال، ولایت یارکند نیز منحل شده و ۴ شهرستان آن به ولایت کاشغر پیوستند. شهرستان ینگی‌شهر از آن سال تا به امروز تابع ولایت کاشغر بوده است.
در ژوئن ۲۰۱۴، اراضی جدیدی از شهرستانهای کهنه‌شهر و ینگی‌شهر در ولایت کاشغر  و از شهرستان آق‌تو در ولایت خودمختار قزل‌سو قرقیز از این شهرستان‌ها جدا شده و ضمیمهٔ شهر تومشوق شد. بر روی این اراضی، شهرک جدیدی با نام شهرک تساوهو (اویغوری: ساۋخۇ بازىرى‎)(به چینی: 草湖镇市؛پین‌یین: Cǎohú Zhèn) پایه گذاری شد.